# Милана
Мила́на, Міла́на — жіноче ім'я слов'янського походження. Жіноча форма чоловічого імені Мілан, що виникло як скорочення від двоосновних слов'янських імен (Милослав, Миломир, Милорад, Радмил, Людмил). Допускається написання Мелана.
Розмовні та зменшувальні форми: Миланонька, Миланочка, Миланка, Міла, Міля, Лана, Ланонька, Ланочка, Лануся.
При хрещенні Мілані дають ім'я Меланія (іменини 31 грудня) або Міліца (іменини 19 липня).

## Відомі носійки

### Мілана
- Мілана Терлоєва — чеченська журналістка та письменниця.